# Saint-Nazaire-les-Eymes
Saint-Nazaire-les-Eymes – miejscowość i gmina we Francji, w regionie Owernia-Rodan-Alpy, w departamencie Isère.
Według danych na rok 1990 gminę zamieszkiwało 1940 osób, a gęstość zaludnienia wynosiła 229 osób/km² (wśród 2880 gmin regionu Rodan-Alpy Saint-Nazaire-les-Eymes plasuje się na 450. miejscu pod względem liczby ludności, natomiast pod względem powierzchni na miejscu 1244.).
Przez gminę przepływa rzeka Isère. 